# Doris Mable Cochran

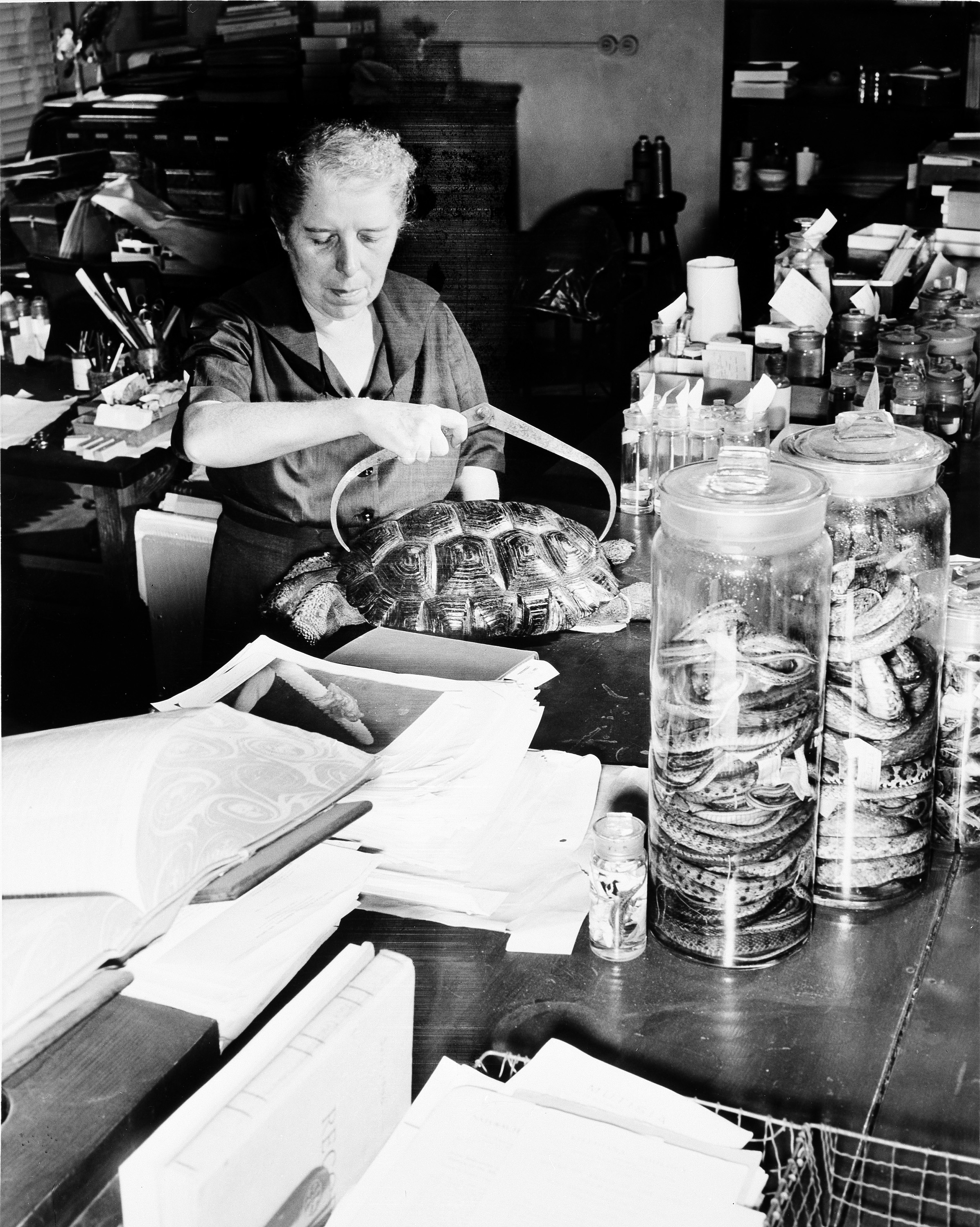
Doris Mable Cochran beim Messen eines Schildkrötenpanzers

Doris Mable Cochran (* 18. Mai 1898 in North Girard, Pennsylvania; † 22. Mai 1968 in Hyattsville, Maryland) war eine US-amerikanische Herpetologin, die für viele Jahre als Kuratorin der American Natural Collection am Smithsonian Institution in Washington, D.C. tätig war.

## Leben und Wirken
Cochran wuchs in Washington, D.C. auf, nachdem ihr Vater einen Job bei der Regierung erhalten hatte. Während ihrer Studienzeit an der George Washington University, wo sie 1920 zum Bachelor of Arts und 1921 zum Master of Science graduierte, arbeitete sie für das Kriegsministerium der Vereinigten Staaten und als Hilfskraft in der Abteilung für Herpetologie am United States National Museum. Als Mitarbeiterin des Kurators Leonhard Hess Stejneger war sie für die Verwaltung der herpetologischen Sammlungen verantwortlich. 1927 wurde sie Assistenzkuratorin und 1942 freie Kuratorin. 1933 promovierte sie mit einer Doktorarbeit über das Muskelsystem der Blaukrabbe an der University of Maryland zum Ph.D. 1956 wurde sie die erste Kuratorin am Smithsonian Institution und hielt diese Position bis zu ihrem Ruhestand im Mai 1968 inne.
Cochran studierte Kunst an der Corcoran Art School, wo sie sich zu einer talentierten Tierillustratorin entwickelte. Sie fertigte nicht nur Zeichnungen für ihre eigenen Bücher an, sondern auch für die Werke von einigen ihrer Kollegen.
Cochrans Forschungsschwerpunkt war die Herpetofauna der Westindischen Inseln und Südamerikas, insbesondere Brasiliens und Kolumbiens. Zwischen 1922 und 1968 veröffentlichte sie 90 wissenschaftliche Artikel, in denen sie 6 neue Gattungen, darunter Niceforonia, Wetmorena, Darlingtonia und Crossodactylodes sowie über 100 Taxa von Froschlurchen beschrieb. Für das Militär verfasste sie daneben Hefte für das Erkennen von giftigen Reptilien. Ihre zwanzigjährige Forschungsarbeit auf den Westindischen Inseln beschrieb sie 1941 in ihrem Werk The Herpetology of Hispaniola. 1961 erschien ihr bekanntestes Buch Living Amphibians of the World, das in sechs Sprachen übersetzt und 1970 in Deutschland unter dem Titel Knaurs Tierreich in Farben – Amphibien beim Verlag Droemer Knaur veröffentlicht wurde.

## Nach Cochran benannte Taxa
Zu den nach Doris Mable Cochran benannten Gattungen und Arten zählen Cochranella (1951 durch Edward Harrison Taylor), Aplastodiscus cochranae (1952 durch Robert Mertens), Aristelliger cochranae (1931 durch Chapman Grant), Eleutherodactylus cochranae (1932 durch Chapman Grant) sowie Nymphargus cochranae (1961 durch Coleman Jett Goin).

## Werke (Auswahl)
- 1930: Cold-blooded vertebrates (Smithsonian institution, New York)
- 1934: Herpetological collections from the West Indies, made by Dr. Paul Bartsch under the Walter Rathbone Bacon scholarship, 1928-1930 (Smithsonian institution, New York).
- 1935: The skeletal musculature of the blue crab, Callinectes sapidus Rathbun (Smithsonian institution, New York).
- 1941: The Herpetology of Hispaniola (U.S. Govt. print. off., Washington).
- 1954: Frogs of Southeastern Brazil (Smithsonian Institution, Washington).
- 1961: Living Amphibians of the World (Doubleday, Garden City, N.Y.). (Knaurs Tierreich in Farben – Amphibien. Deutsche Bearbeitung von Heinz Wermuth. Droemersche Verlagsanstalt Th. Knaur Nachf. München/Zürich, 1970.)
- 1961: Type specimens of reptiles and amphibians in the U.S. National Museum (Washington).
- 1970: Frogs of Colombia (Smithsonian Institution, Washington).
- 1970: The New Field Guide of Reptiles and Amphibians; more than 200 photographs and diagrams (Putman, New York). (mit Coleman J. Goin, 1911–1986)